# Separació de càrrega fotoinduïda
La separació de càrrega fotoinduïda és el procés pel qual un electró pertanyent a un àtom o molècula, s'excita a un nivell d'energia més elevat per l'absorció d'un fotó, quedant l'àtom o la molècula a l'abast d'un receptor d'electrons proper.

### Model Rutherford
Un àtom consisteix en un nucli carregat positivament, orbitat per electrons. El nucli consisteix en neutrons sense càrrega i protons de càrrega positiva. Els electrons tenen càrrega negativa. A principis del segle xx Ernest Rutherford va suggerir que els electrons orbitaven el dens nucli central d'una manera anàloga als planetes que orbitaven el sol. La força centrípeta requerida per mantenir els electrons en òrbita seria proporcionada per la força de Coulomb dels protons en el nucli que actua sobre els electrons; igual que la força gravitacional del sol que actua sobre un planeta proporciona la força centrípeta necessària per mantenir el planeta en òrbita.
Aquest model, encara que atractiu, no és veritable en el món real. La radiació de sincrotró provocaria que l'electró orbitant perdés l'energia orbital i girés en espiral cap a l'interior, ja que el vector acceleració de la partícula multiplicada per la seva massa (el valor de la força necessària per mantenir l'electró en moviment circular) seria menor que la força d'atracció elèctrica dels protons aplicada a l'electró.
Una vegada que l'electró hi arribara fins al nucli, l'electró es combinaria amb un protó per formar un neutró i l'àtom deixaria d'existir. Aquest model és clarament incorrecte.

### Model de Bohr
El 1913 Niels Bohr va refinar el model de Rutherford afirmant que els electrons existien en estats quantificats discrets anomenats nivells d'energia. Això significava que els electrons només podien ocupar òrbites a determinades energies. Les lleis de la física quàntica s'apliquen aquí i no compleixen amb les lleis de la mecànica newtoniana clàssica.
Un electró totalment lliure de l'àtom té una energia de 0 joules (o 0 electrons). Un electró que es descriu com a "estat fonamental" té una energia igual a l'energia de ionització de l'àtom. L'electró resideix en aquest nivell d'energia en circumstàncies normals.
Si un fotó de llum impacta l'àtom, s'absorbirà si, i només si, l'energia d'aquest fotó és igual a la diferència entre l'estat bàsic fonamental i un altre nivell d'energia en aquest àtom. Això eleva l'electró a un nivell d'energia superior.